# Dżunglaki
Dżunglaki (Pellorneidae) – rodzina ptaków z rzędu wróblowych (Passeriformes).

## Występowanie
Rodzina obejmuje gatunki występujące w Azji i Afryce.

## Systematyka
Do rodziny należą następujące rodzaje:
- Graminicola Jerdon, 1863
- Turdinus Blyth, 1844
- Malacopteron Eyton, 1839
- Gampsorhynchus Blyth, 1844 – jedynym przedstawicielem jest Gampsorhynchus rufulus Blyth, 1844 – dzierzbodżunglak
- Schoeniparus Hume, 1874
- Pellorneum Swainson, 1832
- Trichastoma Blyth, 1842
- Laticilla Blyth, 1845 – jedynym przedstawicielem jest Laticilla burnesii (Blyth, 1844) – kępkownik rdzaworzytny
- Illadopsis F. Heine Sr., 1860
- Kenopia G.R. Gray, 1869 – jedynym przedstawicielem jest Kenopia striata (Blyth, 1842) – pstrotymalek
- Malacocincla Blyth, 1845
- Gypsophila E.W. Oates, 1883
- Ptilocichla Sharpe, 1877
- Napothera G.R. Gray,  1842 – jedynym przedstawicielem jest Napothera epilepidota (Temminck, 1828) – łuskodżunglak
- Rimator Blyth, 1847